# دولنو پوله
دولنو پوله (به بلغاری: Dolno Pole) یک منطقهٔ مسکونی در بلغارستان است که در شهرستان استامبولوو واقع شده‌است.